# Johan Petro
Johan Christopher Petro (* 27. Januar 1986 in Paris, Frankreich) ist ein ehemaliger französischer Basketballspieler. Er ist 2,12 m groß und spielte auf der Centerposition. Petro wurde 2013 Europameister.

## Biographie
Der in Paris geborene Johan Petro verbrachte seine Kindheit und Jugend in Guadeloupe. Er trieb als Kind auch Fußball und Karate. Er wurde dann am Leistungszentrum INSEP ausgebildet. Seine erste wichtige Station als Basketballspieler war beim französischen Erstligisten Élan Béarnais Pau-Orthez. 2004 wurde er mit der Mannschaft französischer Meister, Petro erzielte im Laufe der Meistersaison 3,1 Punkte und 3,3 Rebounds je Begegnung. In der Saison 2004/05 steigerte er sich auf 6,1 Punkte sowie 3,3 Rebounds pro Spiel.
Beim NBA-Draft 2005 wurde Petro an 25. Stelle von den Seattle SuperSonics ausgewählt. Er spielte bis zum 7. Januar 2009 für die Mannschaft, die zur Saison 2008/2009 nach Oklahoma City umzog und sich dann Oklahoma City Thunder nannte. Dann wurde er im Tausch für Chucky Atkins an die Denver Nuggets abgegeben. Im Juli 2010 wurde er von den New Jersey Nets verpflichtet, nachdem sein Vertrag in Denver ausgelaufen war. In der Saison 2012/13 stand er bei den Atlanta Hawks unter Vertrag. Petro bestritt insgesamt 495 NBA-Spiele. Am erfolgreichsten war seine Anfangszeit in Seattle, als er seine Saisonhöchstwerte in der Liga erreichte: 6,2 Punkte (2006/07) und 5,1 Rebounds (2007/08) je Begegnung.
Zur Saison 2013/14 wechselte er zu den Zhejiang Guangsha Lions nach China. Nach drei Wochen endete sein Aufenthalt wegen Rückenbeschwerden. Im Februar 2014 unterschrieb er einen Vertrag bei Limoges CSP in seinem Heimatland. Er wurde in elf Ligaspielen eingesetzt und erzielte im Schnitt 6,9 Punkte sowie 3,7 Rebounds je Begegnung. Nach dem Auslaufen seines Vertrags in Limoges legte Petro aufgrund von Rückenbeschwerden einige Monate Pause ein, ehe er im Frühjahr 2015 nach Puerto Rico zur Mannschaft Guaynabo wechselte. Dort spielte er bis April 2015. Er spielte im Herbst 2015 bei den New York Knicks (NBA) vor. Dort wurden Herzprobleme festgestellt, die eine Operation notwendig machten. Ab Februar 2016 spielte er bei den Leones de Ponce (Puerto Rico), dann ab Ende März 2016 in derselben Spielklasse bei Santurce. Ende Februar 2017 unterschrieb Petro in den Vereinigten Staaten einen Vertrag bei Sioux Falls Skyforce in der NBA D-League. Er wurde in zwei Spielen eingesetzt, ehe es zur Trennung kam.

### Nationalmannschaft
Petro war französischer U16- und U18-Nationalspieler. Mit der Herrennationalmannschaft nahm er an der Weltmeisterschaft 2006 sowie an der Europameisterschaft 2013 teil, bei der er mit Frankreich Europameister wurde.